# Ахај (син Ксута)
Ахај је у грчкој митологији био епонимни херој Ахаје.

## Митологија
Према готово свим предањима био је син Ксута и Креусе, па тако и Јонов брат и Хеленов унук. Ахаја је названа по њему, јер се сматра родоначелником Ахајаца. Када је умро његов стриц Еол у Тесалији, дошао је на Пелопонез и постао владар Фтиотиде, која је тада такође добила име по њему и постала Ахаја. Сервије га је помињао као сина Јупитера и Фтије.

## Друге личности
Ахај је био и син Посејдона и Ларисе, Пелазгов и Фтијин брат. Са браћом је живео на Пелопонезу, али је касније отишао у Тесалију коју су тада насељавала дивља племена. Браћа су освојила ту земљу и поделила на три дела, тако да је свако владао делом који је назвао по себи. Ахај је тако завладао Ахајом.